# 3,3-二甲基-1-丁烯
3,3-二甲基-1-丁烯也称为新己烯（英語：Neohexene）是一种有机化合物，化学式为(CH3)3CCH=CH2。它是无色液体，性质和其它己烯相似。它是合成麝香香水的前体。

## 合成与反应
3,3-二甲基-1-丁烯可由二异丁烯的乙烯解反应产生，如用烯烃复分解反应：
(CH3)3C-CH=C(CH3)2  +  CH2=CH2  →   (CH3)3C-CH=CH2  +  (CH3)2C=CH2
它作为砌块与对异丙基甲苯反应，可用来制备合成麝香；它也被用于特比萘芬的工业合成。
在C-H键活化的研究中，它经常被用作氢受体。